# エマニュエル・ボーヴ

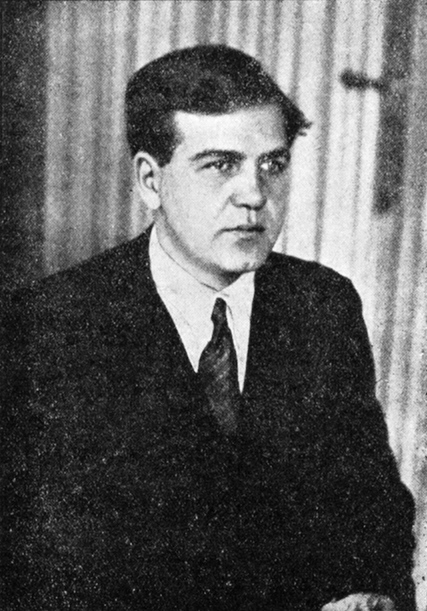
エマニュエル、ボーヴ、1928年頃

エマニュエル・ボーヴ（Emmanuel Bove, 1898年4月20日 - 1945年7月13日）は、フランスの小説家。本名はエマニュエル・ボボヴニコフ（Emmanuel Bobovnikoff）。

## 経歴
父はキエフ生まれのユダヤ人で、ポグロムを避けフランスに逃れてきた人物であった。母はルクセンブルク出身で、パリで女中をしていたところをこの人物に見初められた。父母ともにフランス語が満足に出来ず、エマニュエルは当初小学校にも通えない不幸な生活を送っていたが、やがて父がイギリス人の教養豊かな愛人を作りジュネーヴに移り住むと、エマニュエルもここに引き取られ、以降は知的刺激に満ちた生活を送ることができた。1915年、父の死と前後してこの愛人の実家が破産し、18歳のエマニュエルはパリに戻って、以降カフェのボーイやホテルマン、路面電車の運転手や自動車工場の労働者など、職を転々としながらひとりきりの貧しい生活を送った。
1923年、日刊紙『ル・マタン』に「クリスマスの夜」と題する短編を投稿。選からは漏れたが選考者のコレットに見出され、彼女の薦めで長編小説『ぼくのともだち』を執筆、翌年に刊行したこの作品がデビュー作となった。『ぼくのともだち』はその後執筆された『のけ者』（1927年）と合わせて1928年に第1回フィギエール賞を受賞したが、5万フランという破格の賞金でこの受賞は大きな話題となった（ただしこの賞は一回限りで消滅した）。他の作品には『きみの妹』『アンリ・デシュマンとその影たち』『予感』などがある。
繊細な観察眼とユーモアに満ちたボーヴの作品は当時人気があったが、死後は少数の熱心な支持者を除いて忘れられた存在であった。しかし1970年頃より作品の復刊が行なわれて再発見され、今日では多数の言語に翻訳され広く読まれる作家となっている。

## 日本語訳
- ぼくのともだち（渋谷豊訳、白水社、白水Uブックス 2005年）
- きみのいもうと（渋谷豊訳、白水社、2006年）
- あるかなしかの町（昼間賢訳、白水社、2007年）
- のけ者（渋谷豊訳、白水社、2010年）